# 수도권 (대한민국)
대한민국의 서울·수도권(서울·首都圈)은 서울특별시를 중심으로 인천광역시와 경기도(군사분계선 이북 지역 제외)를 아울러 가리킨다.
수도권의 면적은 11,856 km²로 대한민국 전체 면적의 11.8%를 차지하는데, 주민등록 인구통계에 따르면 2024년 7월 말에 수도권의 주민등록 인구는 2천604만2천여명이고 대한민국 총인구의 50.8%이다. 이 지역은 일본의 수도권, 중국의 상하이, 인도네시아의 자카르타, 인도의 델리에 이은 세계 5위의 대도시권이다. 경기 지방(경인 지역)이라고도 한다.

## 법률상 수도권
- 수도권정비계획법

제2조(정의) 이 법에서 사용하는 용어의 뜻은 다음과 같다.
1. "수도권"이란 서울특별시와 대통령령으로 정하는 그 주변 지역을 말한다.
- 수도권정비계획법 시행령(대통령령)

제2조(수도권에 포함되는 서울특별시 주변 지역의 범위) 「수도권정비계획법」(이하 "법"이라 한다) 제2조제1호에서 "대통령령으로 정하는 그 주변 지역"이란 인천광역시와 경기도를 말한다.
- 서울특별시행정특례에관한법률시행령(대통령령)

제4조 (수도권광역행정의 조정) ① 법 제5조제1항에서 "수도권지역"이라 함은 서울특별시와 인천광역시 및 경기도 일원의 지역을 말한다.

## 역사

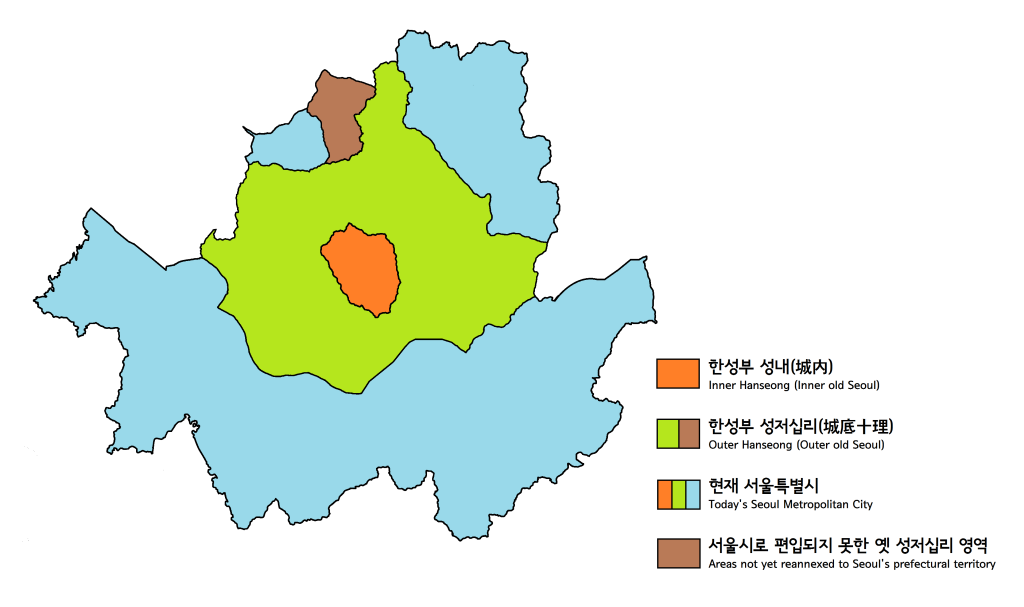
한성부 행정구역 영역도

고려의 수도가 개경으로 정해지면서 한반도 중부에 위치한 경기 지방은 한국 전체의 중심지로 발돋움하게 되었다. 이는 고려가 망하고 새로 들어선 조선에서도 이어졌으며 조선은 수도를 경기 지방의 한양(서울특별시의 한강 이북 지역)으로 이전하였다. 그 후 일제강점기에도 이 지역은 조선의 중심지였고 남북 분단이 된 오늘날에도 대한민국의 정치, 경제, 문화 중심지로서 기능하고 있으며 대한민국 전체 인구의 절반 가량이 밀집해 살고 있다.

### 인구 집중의 현황
행정안전부의 인구 통계에 따르면, 수도권의 주민등록 인구는 2019년 12월 기준 2,592만 5,799명에 달하여 대한민국 총인구의 50%를 초과하였다. 이와 같은 수도권의 인구, 경제 및 행정 기능의 집중 현상은 주거지 부족과 지역 불균형 등 다양한 문제를 야기하였다. 인구 과밀화로 인한 문제를 완화하기 위하여 수도권 전역은 투기과열지구로 지정되어 토지와 주택의 매매 및 담보 등에 제약이 가해졌으나, 인구 집중 현상은 오히려 심화되는 양상을 보였다.
이러한 집중 현상을 근본적으로 해결하기 위하여 노무현 전 대통령은 2002년 대통령 선거에서 충청권 수도 이전 정책을 공약으로 제시하였다. 이에 따라 2004년 대한민국 행정수도 이전 계획이 수립되었으나, 헌법재판소는 같은 해 10월 “서울이 수도”라는 관습헌법이 존재한다는 이유로 ‘신행정수도 건설 특별법’에 대하여 위헌 결정을 내렸다.
이 판결의 결과로 청와대, 외교부, 통일부, 국방부 등을 제외한 다수의 행정 부처만이 세종특별자치시로 이전하는 것으로 결정되었다.
2010년대 이후에는 대한민국의 인구 분포는 수도권과 지방권 간의 불균형이 심화되는 양상을 보였다. 통계에 따르면 수도권의 주민등록 인구는 지속적으로 증가하여 2019년에는 전체 인구의 절반을 초과하였으며, 이로써 수도권 집중 현상이 본격화되었다.
반면 지방권은 출생률 저하와 청년층의 수도권 유출로 인해 인구가 지속적으로 감소하였다. 특히 농어촌 및 중소도시 지역은 고령화가 급속히 진행되는 동시에 청장년층의 이탈이 심화되어, 지역 소멸 위기에 직면한 사례가 다수 보고되었다. 이러한 현상은 교육·취업·문화적 기회가 상대적으로 풍부한 수도권으로의 집중과 맞물려, 지방권의 경제적 활력 저하와 사회적 불균형을 초래하였다.
정부는 이 같은 문제를 완화하기 위하여 혁신도시 건설, 공공기관 지방 이전, 지역 일자리 창출 정책 등을 추진하였으나, 수도권과 지방 간의 인구 격차는 여전히 확대되는 추세를 보였다. 결과적으로 2010년대의 인구 이동 양상은 수도권 과밀과 지방 인구 감소라는 이중적 문제를 심화시키며, 국가적 차원의 균형 발전 과제를 더욱 절실하게 부각시켰다.

## 지리
전반적으로 평탄한 지형이 많지만 양평, 가평, 연천 같은 동북부 지역에는 산지가 많이 분포하고 있다. 남한강과 북한강이 경기도의 동쪽에서 만나 한강이 되고, 경기 지방을 완전히 가로질러 황해로 흘러든다.

### 지리상 수도권 권역
- 서울 도심권: 서울특별시 종로구, 중구, 용산구
- 서울 동북권: 서울특별시 도봉구, 강북구, 중랑구, 노원구, 성북구, 성동구, 광진구, 동대문구
- 서울 동남권: 서울특별시 서초구, 강남구, 송파구, 강동구
- 서울 서북권: 서울특별시 서대문구, 마포구, 은평구
- 서울 서남권: 서울특별시 강서구, 양천구, 구로구, 영등포구, 금천구, 관악구, 동작구
- 인천광역시
- 경기 서남부: 경기도 김포시(고촌읍)[3] ,부천시, 시흥시, 광명시, 안양시, 군포시, 안산시, 화성시, 평택시
- 경기 남부: 경기도 수원시, 과천시, 의왕시, 오산시
- 경기 동남부: 경기도 성남시, 하남시, 광주시, 용인시, 안성시, 이천시, 여주시
- 경기 북부: 경기도 의정부시, 양주시, 동두천시, 포천시, 연천군
- 경기 동북부: 경기도 남양주시, 구리시, 양평군, 가평군
- 경기 서북부: 경기도 김포시[4], 고양시, 파주시

## 상세 인구
대한민국 수도권은 서울특별시를 중심으로 대도시권을 형성하고, 대한민국 인구의 2분의 1, 남북한을 합친 인구의 3분의 1이 거주하고 있다.
다음은 2024년 7월 말 주민등록에 따른 인구로, 경기도의 시·군은 인구가 많은 순서대로 나열하였다.
- 서울특별시 (9,360,400 명) : 대한민국 정부서울청사 소재지, 대한민국의 수도
- 인천광역시 (3,012,997 명)
- 경기도 (13,669,469 명)

1. 수원시 (1,196,671 명) : 경기도청 소재지
2. 용인시 (1,083,456 명)
3. 고양시 (1,071,802 명)
4. 화성시 (956,503 명)
5. 성남시 (916,615 명)
6. 부천시 (773,689 명)
7. 남양주시 (733,244 명)
8. 안산시 (624,788 명)
9. 평택시 (594,712 명)
10. 안양시 (548,005 명)
11. 시흥시 (518,371 명)
12. 파주시 (507,470 명)
13. 김포시 (486,128 명)
14. 의정부시 (460,663 명) : 경기도청 북부청사 소재지
15. 광주시 (394,164 명)
16. 하남시 (329,997 명)
17. 양주시 (282,215 명)
18. 광명시 (278,151 명)
19. 군포시 (258,509 명)
20. 오산시 (237,798 명)
21. 이천시 (223,056 명)
22. 안성시 (192,293 명)
23. 구리시 (186,408 명)
24. 의왕시 (155,329 명)
25. 포천시 (142,135 명)
26. 양평군 (126,668 명)
27. 여주시 (114,696 명)
28. 동두천시 (87,321 명)
29. 과천시 (85,132 명) : 대한민국 정부과천청사 소재지
30. 가평군 (62,445 명)
31. 연천군 (41,035 명)

## 수도권 규제 지역 논란
- 인천광역시 옹진군의 서해 5도는 원래 황해도였지만, 현재 수도권으로 분류되어 규제를 받고 있다. 서해5도 등 인천광역시의 옹진군, 강화군과 경기도의 연천군을 수도권 규제 지역에서 제외하려는 정치권의 논의가 2011년에 있었지만, 경기도 가평군, 안산시 대부동, 화성시의 섬 지역 등이 잇따라 형평성 문제를 제기할 가능성이 크고 이러한 논란이 인근 수도권 지역으로 확산되면 결국 수도권 규제 자체가 흔들릴 우려가 있기 때문에 흐지부지되었다.[5][6]

- 경기도 화성시의 국화도는 지리적으로는 충청남도 당진시와 훨씬 가깝지만, 행정구역상으로는 경기도 화성시에 속해 있어서 수도권 규제가 적용되는 지역이다. 섬의 일부 주민은 충청남도 당진시에 행정구역이 편입되길 바란다.

- 남이섬은 행정구역상 강원도 춘천시 관할이어서 수도권 규제가 적용되지 않지만, 경기도 가평군에 위치한 남이섬 선착장과 인근 휴양지는 수도권 규제가 적용된다.

- 경기도 이천시 장호원읍과 충청북도 음성군 감곡면은 청미천을 사이에 두고 서로 마주보고 사실상 하나의 생활권을 이루지만, 장호원읍은 수도권 규제가 적용되고 감곡면은 수도권 규제 지역이 아니다. 따라서 청미천 동쪽의 감곡면 지역은 개발이 용이하나, 서쪽의 장호원읍은 개발이 제한된다.

## 교통

### 고속도로, 도시고속화도로
- 경부고속도로
- 서해안고속도로
- 중부고속도로
- 제2중부고속도로
- 광주원주고속도로(제2영동고속도로)
- 중부내륙고속도로
- 평택제천고속도로
- 영동고속도로
- 서울양양고속도로
- 수도권제1순환고속도로
- 수도권제2순환고속도로
- 경인고속도로
- 제2경인고속도로
- 제3경인고속화도로(지방도 제330호선,제3경인고속도로)
- 인천국제공항고속도로
- 평택시흥고속도로(제2서해안고속도로)
- 평택파주고속도로
- 용인서울고속도로
- 오산화성고속도로
- 익산평택고속도로
- 봉담과천도시고속화도로

### 철도
- 경강선(● 수도권 전철 경강선)
- 경부선(서울~두정 구간은 ● 수도권 전철 1호선 운행)
- 경인선(전 구간 ● 수도권 전철 1호선 운행)
- 경원선(용산~회기 구간은 ● 수도권 전철 경의·중앙선, 청량리~연천 구간은 ● 수도권 전철 1호선 운행)
- 경부고속철도
- 호남고속철도

### 항공
- 인천국제공항
- 김포국제공항

## 교육

### 국공립대학교

#### 국립대학
- 서울대학교
- 서울과학기술대학교(舊 서울산업대학교)
- 서울교육대학교
- 경인교육대학교(舊 인천교육대학교)
- 육군사관학교
- 한경국립대학교(舊 안성산업대학교)
- 한국방송통신대학교
- 한국예술종합학교
- 한국체육대학교
- 인천대학교

##### 전문대학
- 한국재활복지대학

#### 공립대학
- 서울시립대학교

### 사립 대학교
- 가천대학교
- 가톨릭대학교
- 강남대학교
- 건국대학교
- 경기대학교
  - 경기대학교 서울캠퍼스
- 경기과학기술대학교
- 경희대학교
  - 경희대학교 국제캠퍼스
- 고려대학교
- 광운대학교
- 국민대학교
- 단국대학교
- 대진대학교
- 동국대학교
  - 동국대학교 바이오메디캠퍼스
- 루터대학교
- 명지대학교
  - 명지대학교 자연캠퍼스
- 삼육대학교
- 상명대학교
- 서강대학교
- 서경대학교
- 성결대학교
- 성균관대학교
  - 성균관대학교 자연과학캠퍼스
- 수원대학교
- 숭실대학교
- 세종대학교
- 신한대학교
- 아주대학교
- 안양대학교
- 연세대학교
- 용인대학교
- 인하대학교
- 차의과학대학교
- 칼빈대학교
- 평택대학교
- 한국산업기술대학교
- 한국외국어대학교
  - 한국외국어대학교 글로벌캠퍼스
- 한국항공대학교
- 한양대학교
  - 한양대학교 ERICA캠퍼스
- 한성대학교
- 한세대학교
- 한신대학교
- 협성대학교
- 홍익대학교

#### 여자대학교
- 덕성여자대학교
- 동덕여자대학교
- 서울여자대학교
- 성신여자대학교
- 숙명여자대학교
- 숭의여자대학교
- 이화여자대학교

## 스포츠

### 야구
| 리그명           | 팀명            | 창단년도 | 홈 경기장                |
| KBO 리그         | LG 트윈스       | 1990년   | 서울종합운동장 야구장    |
| KBO 리그         | 두산 베어스     | 1982년   | 서울종합운동장 야구장    |
| KBO 리그         | 키움 히어로즈   | 2008년   | 고척스카이돔             |
| KBO 리그         | SSG 랜더스      | 2021년   | 인천SSG랜더스필드        |
| KBO 리그         | kt 위즈         | 2013년   | 수원KT위즈파크           |
| KBO 퓨처스리그   | 고양 히어로즈   | 2014년   | 고양 국가대표 야구훈련장 |
| 한국야구독립리그 | 연천 미라클     | 2015년   | 연천 베이스볼파크        |
| 한국야구독립리그 | 저니맨 외인구단 | 2017년   | 목동야구장               |
| 한국야구독립리그 | 파주 챌린저스   | 2017년   | 익사이팅 챌린저스 파크   |

### 농구
| 리그명 | 팀명                   | 창단년도 | 홈 경기장          |
| KBL    | 서울 삼성 썬더스       | 1978년   | 잠실실내체육관     |
| KBL    | 서울 SK 나이츠         | 1997년   | 잠실학생체육관     |
| KBL    | 수원 KT 소닉붐         | 1997년   | 수원KT소닉붐아레나 |
| KBL    | 안양 KGC인삼공사       | 1992년   | 안양실내체육관     |
| KBL    | 고양 오리온 오리온스   | 1995년   | 고양체육관         |
| WKBL   | 용인 삼성생명 블루밍스 | 1977년   | 용인실내체육관     |
| WKBL   | 인천 신한은행 에스버드 | 1986년   | 도원체육관         |
| WKBL   | 부천 하나원큐          | 1998년   | 부천실내체육관     |

### 축구
| 리그명 | 팀명                     | 창단년도 | 홈 경기장                       |
| K리그1 | FC 서울                  | 1983년   | 서울월드컵경기장                |
| K리그1 | 인천 유나이티드          | 2003년   | 인천축구전용경기장              |
| K리그1 | 수원 삼성 블루윙즈       | 1995년   | 수원월드컵경기장                |
| K리그1 | 성남 FC                  | 1989년   | 탄천종합운동장                  |
| K리그2 | 수원 FC                  | 2003년   | 수원종합운동장                  |
| K리그2 | 안산 그리너스            | 2016년   | 안산와스타디움                  |
| K리그2 | 부천 FC 1995             | 2007년   | 부천종합운동장                  |
| K리그2 | FC 안양                  | 2013년   | 안양종합운동장                  |
| K리그2 | 서울 이랜드 FC           | 2014년   | 서울올림픽주경기장              |
| K3리그 | 서울 유나이티드          | 2007년   | 마들스타디움                    |
| K3리그 | 서울 FC 마르티스         | 2009년   | 강북구민운동장                  |
| K3리그 | 중랑 코러스 무스탕       | 2012년   | 중랑구립잔디운동장              |
| K3리그 | 포천 시민축구단          | 2008년   | 포천종합운동장                  |
| K3리그 | 고양 시민축구단          | 2008년   | 고양어울림누리별무리구장        |
| K3리그 | 이천 시민축구단          | 2009년   | 이천종합운동장                  |
| K3리그 | 양주 시민축구단          | 2007년   | 고덕인조구장                    |
| K3리그 | 파주 시민축구단          | 2012년   | 파주스타디움                    |
| K3리그 | 김포 시민축구단          | 2013년   | 김포종합운동장                  |
| K3리그 | FC 의정부                | 2013년   | 의정부종합운동장                |
| K3리그 | 화성 FC                  | 2013년   | 화성종합경기타운                |
| WK리그 | 서울시청                 | 2004년   | 효창운동장 서울올림픽보조경기장 |
| WK리그 | 인천 현대제철 레드엔젤스 | 1993년   | 인천남동아시아드럭비경기장      |
| WK리그 | 수원시설관리공단         | 2008년   | 수원종합운동장                  |
| WK리그 | 이천 대교                | 2002년   | 이천종합운동장                  |

### 배구
| 리그명      | 팀명                              | 창단년도 | 홈 경기장      |
| V-리그 (남) | 서울 우리카드 위비                | 2008년   | 장충체육관     |
| V-리그 (남) | 인천 대한항공 점보스              | 1986년   | 계양체육관     |
| V-리그 (남) | 수원 한국전력 빅스톰              | 1992년   | 수원실내체육관 |
| V-리그 (남) | 의정부 KB손해보험 스타즈          | 1976년   | 의정부체육관   |
| V-리그 (남) | 안산 OK금융그룹 읏맨              | 2013년   | 상록수체육관   |
| V-리그 (여) | GS칼텍스 서울 KIXX                | 1970년   | 장충체육관     |
| V-리그 (여) | 인천 흥국생명 핑크스파이더스      | 1991년   | 삼산월드체육관 |
| V-리그 (여) | 수원 현대건설 힐스테이트          | 1995년   | 수원실내체육관 |
| V-리그 (여) | 성남 한국도로공사 하이패스 제니스 | 1970년   | 성남실내체육관 |
| V-리그 (여) | 화성 IBK기업은행 알토스           | 2011년   | 화성실내체육관 |

### 아이스하키
| 리그명                | 팀명      | 창단년도 | 홈 경기장             |
| 아시아리그 아이스하키 | 안양 한라 | 1994년   | 안양종합운동장 빙상장 |
| 아시아리그 아이스하키 | 대명 상무 | 2013년   | 목동 아이스링크       |

## 같이 보기
- 대전충남
- 대구경북
- 부울경
- 광주전남